# فیلورکسانت
فیلورکسانت (انگلیسی: Filorexant) یک آنتاگونیست ارکسین است که توسط شرکت مرک برای درمان بی‌خوابی، افسردگی، نوروپاتی دیابتی و میگرن در دست توسعه بود. این یک آنتاگونیست دوگانه گیرنده‌های ارکسین OX1 و OX2 است.  نیمه عمر حذفی نسبتاً کوتاهی بین ۳ تا ۶ ساعت دارد. با این حال، به آرامی از گیرنده های ارکسین جدا می‌شود و در نتیجه ممکن است مدت طولانی‌تری داشته باشد. احتمالاً در رابطه با این موضوع، فیلوکسانت خواب‌آلود روز بعد را مشابه سوورکسانت نشان می‌دهد. در کارآزمایی‌های بالینی فاز ۲، فیلوکسانت در درمان بی‌خوابی مؤثر بود، اما در درمان اختلال افسردگی اساسی، نوروپاتی دیابتی دردناک یا میگرن مؤثر نبود.